# كاترين أوكسنبرغ
كاترين أوكسنبرغ (بالإنجليزية: Catherine Oxenberg)‏ (و. 1961  م) هي ممثلة، وممثلة تلفزيونية، وعارضة، وكاتبة سيناريو، ومنتجة أفلام، ونجمة اجتماعية، وممثلة أفلام أمريكية، ولدت في نيويورك.

## التعليم
تعلمت في جامعة هارفارد، وتعلمت في جامعة كولومبيا، وتعلمت في St. Paul's School (New Hampshire) ‏
.

## وصلات خارجية
- كاترين أوكسنبرغ على موقع IMDb (الإنجليزية)
- كاترين أوكسنبرغ على موقع روتن توميتوز (الإنجليزية)
- كاترين أوكسنبرغ على موقع ألو سيني (الفرنسية)
- كاترين أوكسنبرغ على موقع أول موفي (الإنجليزية)
- كاترين أوكسنبرغ على موقع قاعدة بيانات الأفلام السويدية (السويدية)
- كاترين أوكسنبرغ على موقع إن إن دي بي (الإنجليزية)
- كاترين أوكسنبرغ على موقع قاعدة بيانات الفيلم (الإنجليزية)
- كاترين أوكسنبرغ على موقع كينوبويسك (الروسية)